# كيث ويلسون (سياسي أسترالي)
كيث ويلسون (بالإنجليزية: Keith Wilson)‏ هو سياسي أسترالي، ولد في 3 سبتمبر 1900 في أديلايد في أستراليا، وتوفي بنفس المكان في 28 سبتمبر 1987. نشط حزبياً في حزب أستراليا المتحدة والحزب الليبرالي الأسترالي. وقد انتخب عضو مجلس النواب الأسترالي عن دائرة Division of Sturt ‏ (10 ديسمبر 1955 – 31 أكتوبر 1966) وانتخب عضو مجلس النواب الأسترالي عن دائرة Division of Sturt ‏ (10 ديسمبر 1949 – 29 مايو 1954) وانتخب عضو مجلس الشيوخ الأسترالي ‏ عن دائرة جنوب أستراليا ‏ (1 يوليو 1938 – 30 يونيو 1944).